# Кевін Кін
Кевін Кін (англ. Kevin Keen, нар. 25 лютого 1967, Амершем) — англійський футболіст, що грав на позиції півзахисника. По завершенні ігрової кар'єри — тренер.
Виступав, зокрема, за клуби «Вест Гем Юнайтед» та «Сток Сіті».

## Ігрова кар'єра
У дорослому футболі дебютував 1982 року виступами за команду клубу «Вікомб Вондерерз», в якій провів один сезон, взявши участь лише у 3 матчах чемпіонату. 
Своєю грою за цю команду привернув увагу представників тренерського штабу клубу «Вест Гем Юнайтед», до складу якого приєднався 1983 року. Відіграв за клуб з Лондона наступні десять сезонів своєї ігрової кар'єри. Більшість часу, проведеного у складі «Вест Гем Юнайтед», був основним гравцем команди.
Протягом 1993—1994 років захищав кольори команди клубу «Вулвергемптон».
1994 року уклав контракт з клубом «Сток Сіті», у складі якого провів наступні шість років своєї кар'єри гравця. Граючи у складі «Сток Сіті» також здебільшого виходив на поле в основному складі команди.
Завершив професійну ігрову кар'єру у клубі «Маклсфілд Таун», за команду якого виступав протягом 2000—2001 років.

## Кар'єра тренера
Розпочав тренерську кар'єру відразу ж по завершенні кар'єри гравця, 2001 року, очоливши тренерський штаб клубу, в якому завершував грати, «Маклсфілд Таун».
2002 року став тренером команди дублерів «Вест Гем Юнайтед». 2006 перейшов до тренерського штабу основної команди «молотів», ставши асистентом Алана Кербішлі. Згодом працював на тій же посаді в тренерських штабах Джанфранко Дзоли (2008—2010) та Аврама Гранта (2010—2011). Протягом роботи у «Вест Гемі» двічі, в 2008 та 2011 роках, виконував обов'язки головного тренера. В обох випадках команда під його керівництвом провела по одній грі, і в обох випадках були зафіксовані поразки.
Протягом 2011–2012 років працював асистентом Кенні Далгліша у тренерському штабі «Ліверпуля».
Наразі останнім місцем тренерської роботи був клуб «Колчестер Юнайтед», головним тренером команди якого Кевін Кін був з 2015 по 2016 рік.